# Estadio Falkirk
El Falkirk Stadium es un estadio de fútbol ubicado en la ciudad de Falkirk en el centro de Escocia, fue inaugurado en 2004 y posee una capacidad para 8700 espectadores, es el estadio del club Falkirk FC que disputa la Scottish Championship la segunda categoría del fútbol escocés.
El club se trasladó al estadio en 2004, cuando el antiguo estadio del club el Brockville Park se hizo anticuado y no cumplía con los requisitos de seguridad que imponía la Liga. El recinto fue vendido y demolido por la cadena de supermercados Morrisons.

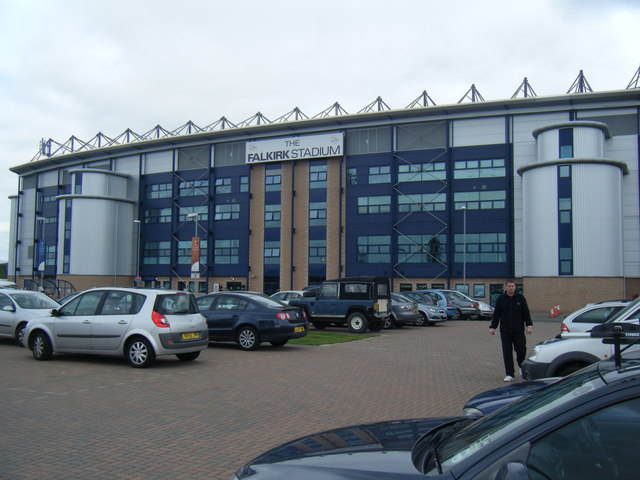
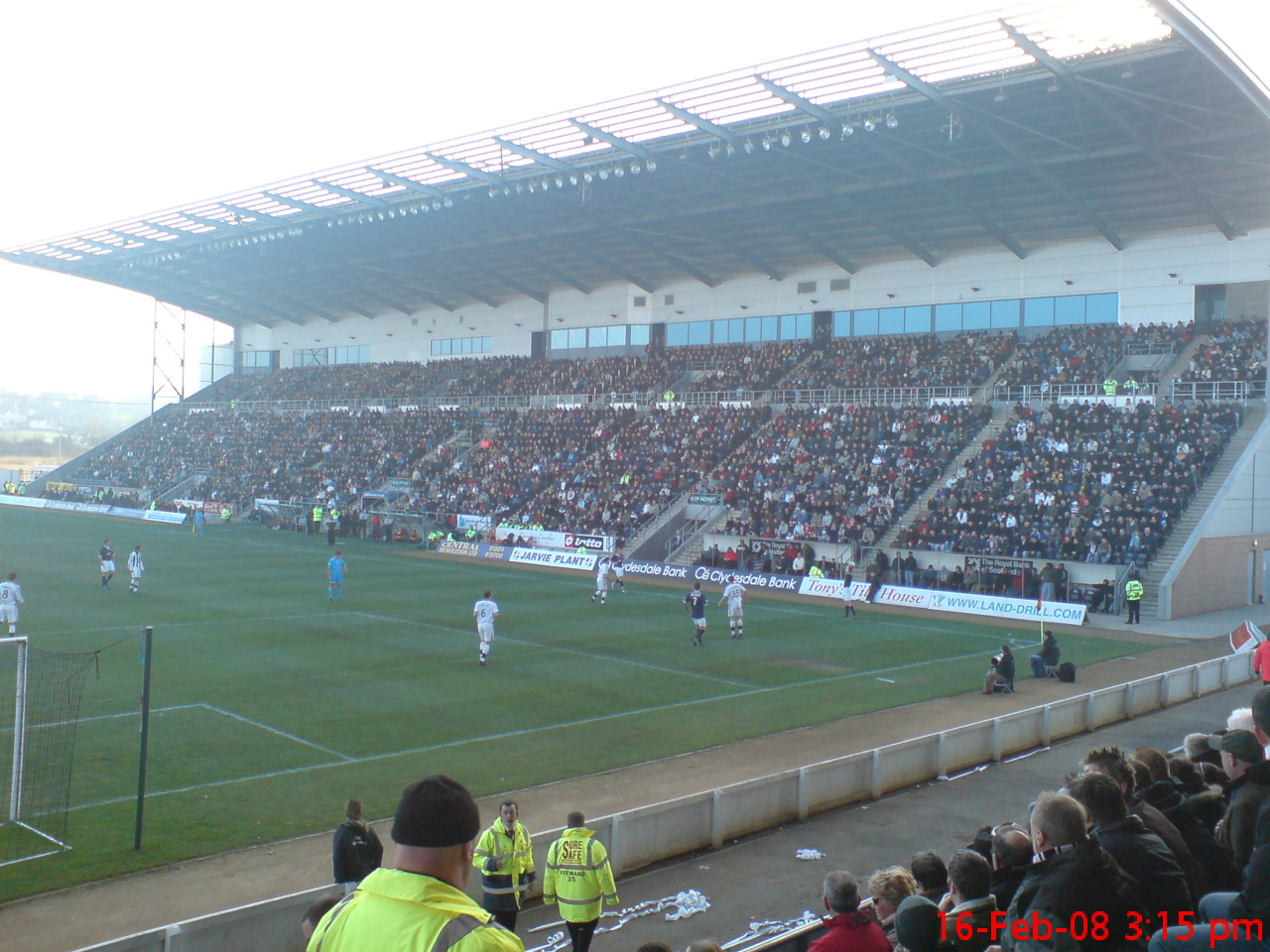
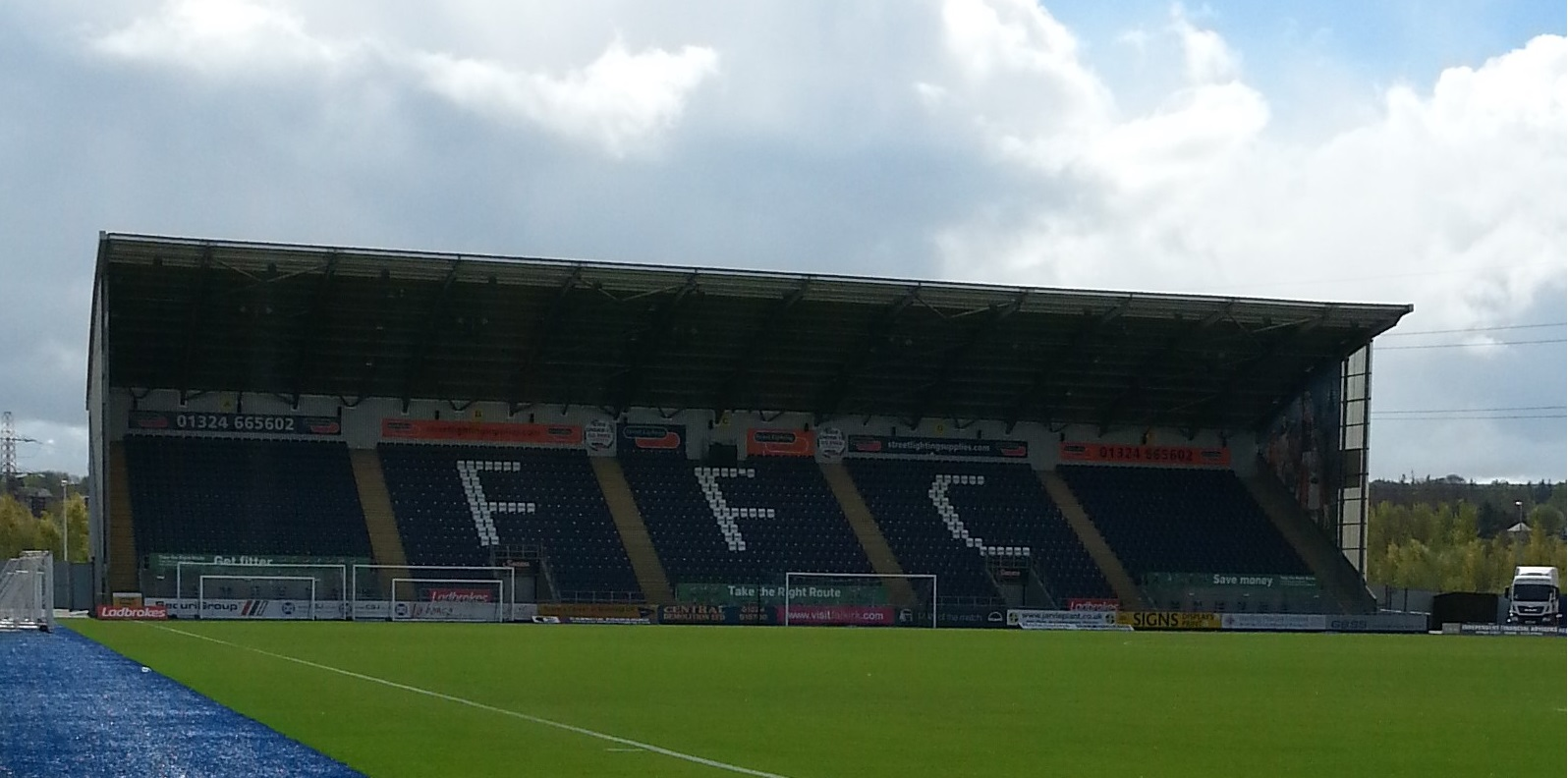